# Bosiljevo
Bosiljevo (tyska: Wasseil) är en kommun i Kroatien. Kommunen har 1 486 invånare och ligger i regionen Gorski kotar i Karlovacs län. Bosiljevo är en viktig trafikknutpunkt där motvägarna A1 och A6 möts. Dessa två motorvägar leder till och förbinder landets tre största städer Zagreb, Split och Rijeka.

## Geografi
Kommunen Bosiljevo består av 43 samhällen fördelade på fyra distrikt; Bosiljevo, Grabrk, Prikuplje och Vodena draga. 
Bosiljevo ligger mellan floderna Kupa och Dobra. Närmaste större orter är Vrbovsko och Ogulin.

## Historia
Arkeologiska utgrävningar visar att området där kommunen ligger har varit bebott sedan förhistorisk tid. Bosiljevo nämns för första gången i ett dokument daterat 1334.

## Kända personligheter från Bosiljevo
- Fran Krsto Frankopan – adelsman, poet och militär